# 嘉義市 (越南)
嘉义市是越南西原得农省的省莅。面积为284.11平方公里，2019年总人口85082人。

## 地理
嘉义市东接得格朗县，西接得热勒县，北接得双县，南接林同省保林县。

## 历史
2005年6月27日，得农县以嘉义市镇、广城社和得涅社1市镇2社析置嘉义市社；嘉义市镇、得涅社和广城社析置义德坊，嘉义市镇和广城社析置义城坊和义富坊，嘉义市镇剩余区域和得涅社部分区域分设为义新坊和义中坊；广城社析置得热曼社。
2015年2月12日，嘉义市社被评定为三级城市。
2019年12月17日，广城社改制为广城坊；嘉义市社改制为嘉义市。

## 行政区划
嘉义市下辖6坊2社，市人民委员会位于义新坊。
- 义德坊（Phường Nghĩa Đức）
- 义富坊（Phường Nghĩa Phú）
- 义新坊（Phường Nghĩa Tân）
- 义城坊（Phường Nghĩa Thành）
- 义中坊（Phường Nghĩa Trung）
- 广城坊（Phường Quảng Thành）
- 得涅社（Xã Đắk Nia）
- 得热曼社（Xã Đắk R’Moan）